# Adon
Pour les articles homonymes, voir Adon (homonymie).
Ne doit pas être confondu avec Ardon (Loiret).
Adon est une commune française située dans le département du Loiret, en région Centre-Val de Loire.
Elle fait partie de la région naturelle de la Puisaye et se trouve dans un environnement rural caractérisé par l'importance des terres agricoles. La commune est rattachée à la communauté de communes Berry Loire Puisaye, qui regroupe plusieurs communes voisines dans une démarche de développement local et de gestion des services communs.
Adon est une petite commune qui conserve un caractère authentique, typique des villages du Giennois, avec un patrimoine architectural et naturel modeste mais préservé. Le village offre un cadre paisible, propice à la randonnée et à la découverte du milieu rural de la région. La présence de plusieurs sentiers de randonnée, dont notamment le sentier de grande randonnée de pays (GRP) du Gâtinais, permet aux visiteurs de profiter de la nature environnante et de découvrir la diversité des paysages du Giennois.

## Géographie

### Localisation et communes limitrophes
La commune d'Adon se trouve dans le quadrant sud-est du département du Loiret, dans la région agricole de la Puisaye. À vol d'oiseau, elle se situe à 68,1 km  d'Orléans, préfecture du département, à 26,3 km de Montargis, sous-préfecture, et à 14,6 km de Briare, ancien chef-lieu du canton dont dépendait la commune avant mars 2015. La commune fait partie du bassin de vie de Châtillon-Coligny dont elle est éloignée de 7,4 km.
Les communes les plus proches sont : Feins-en-Gâtinais (3,8 km), La Bussière (4 km), Escrignelles (5,7 km), Boismorand (6,3 km), Sainte-Geneviève-des-Bois (6,3 km), Dammarie-sur-Loing (6,8 km), Rogny-les-Sept-Écluses (6,9 km, dans l'Yonne), Châtillon-Coligny (7,4 km), Léouville (9,7 km) et Nogent-sur-Vernisson (10,1 km).

### Géologie et relief

#### Géologie
La commune se situe dans le sud du Bassin parisien, le plus grand des trois bassins sédimentaires français. Cette vaste dépression, occupée dans le passé par des mers peu profondes et des lacs, a été comblée, au fur et à mesure que son socle s’affaissait, par des sables et des argiles, issus de l’érosion des reliefs alentour, ainsi que des calcaires d’origine biologique, formant ainsi une succession de couches géologiques.
Les couches affleurantes sur le territoire communal sont constituées de roches sédimentaires datant du Cénozoïque, l'ère géologique la plus récente sur l'échelle des temps géologiques, débutant il y a 66 millions d'années, et du Mésozoïque, anciennement appelé Ère secondaire, qui s'étend de −252,2 à −66,0 Ma. Les plus anciennes sont de la craie blanche à silex remontant à la période Crétacé. Les plus récentes sont des alluvions et colluvions du fond des vallées secondaires remontant à l’époque Holocène de la période Quaternaire. Le descriptif de ces couches est détaillé dans  la feuille « n°400 - Châtillon-Coligny » de la carte géologique harmonisée au 1/50 000 du département du Loiret, et sa notice associée.

Carte géologique de la commune

|  | FC : | alluvions et colluvions du fond des vallées secondaires, Holocène |

|  | qOE : | Limons et Loess, Quaternaire |

|  | m3-p1SASo : | sables et argiles de Sologne, Langhien supérieur à Pliocène inférieur |

|  | g1CEt : | calcaire d'Étampes, Stampien supérieur |

|  | e7-g1CBr : | calcaires de Gien et de Briare, Éocène supérieur à Oligocène |
|  | e4PN :     | poudingue de Nemours, Paléocène-Éocène inférieur             |

|  | e1-4S :  | formations détritiques (argiles, sables, conglomérats) et Argiles à silex, Paléocène-Éocène inférieur |
|  | e1-4Rc : | complexe argilo-sableux à silex = argiles à silex, Paléocène-Éocène inférieur                         |

|  | c2Cr : | craie blanche à silex, Turonien |

#### Relief
La superficie cadastrale de la commune publiée par l’Insee, qui sert de références dans toutes les statistiques, est de 24,65 km2,. La superficie géographique, issue de la BD Topo, composante du Référentiel à grande échelle produit par l'IGN, est quant à elle de 24,74 km2. Son relief est relativement plat puisque la dénivelée maximale atteint 39 m. L'altitude du territoire varie entre 137 m et 176 m.

### Hydrographie

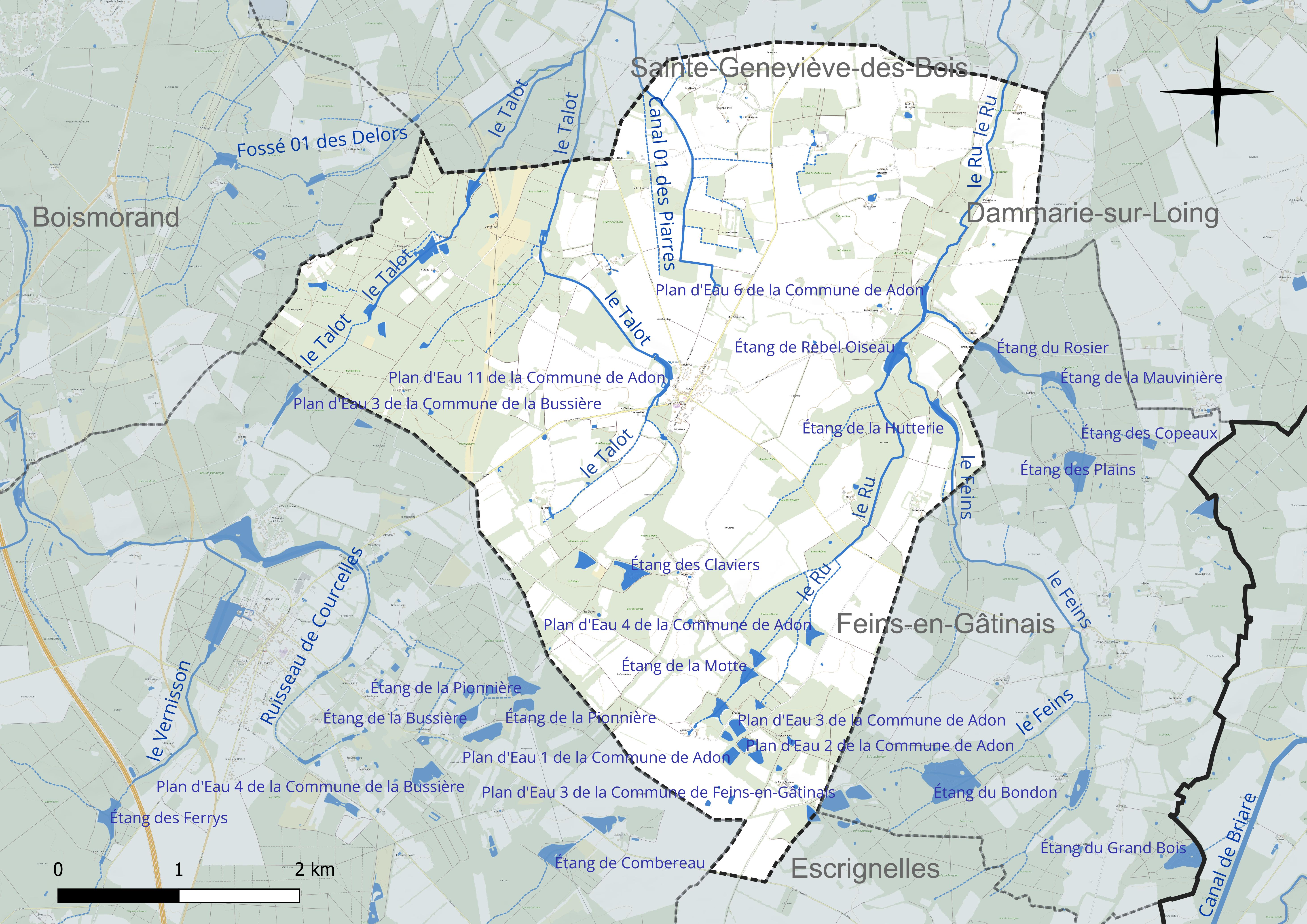
Réseau hydrographique d'Adon.

Le réseau hydrographique communal, d'une longueur totale de 20,11 km, comprend deux cours d'eau notables, le Ru (5,265 km) et le Talot (2,304 km), et huit petits cours d'eau dont le canal 01 des Piarres (1,558 km), le cours d'eau 01 des Aulnois (2,446 km), le fossé 01 du Bois de Sainte-Berthe (1,157 km), le fossé 03 de la Varenne (1,061 km), le Feins (1,496 km), le fossé à Deux Gueules (0,373 km) et le canal 01 du Grand Manoir (0,435 km).
Le Ru, d'une longueur totale de 10,3 km, prend sa source dans la commune d'Adon et se jette  dans la Talot à Sainte-Geneviève-des-Bois, après avoir traversé 2 communes. 
Sur le plan piscicole, le Ru est classé en deuxième catégorie piscicole. L'espèce biologique dominante est constituée essentiellement de poissons blancs (cyprinidés) et de carnassiers (brochet, sandre et perche).
Le Talot, d'une longueur totale de 11,6 km, prend sa source dans la commune de La Bussière et se jette  dans le Canal de Briare à Montbouy, après avoir traversé 4 communes. 
Sur le plan piscicole, le Talot est également classé en deuxième catégorie piscicole.
Différents plans d'eau complètent le réseau hydrographique : les étangs de Rebel Oiseau, de la Hutterie, de la Motte, des Carmes, des Claviers.

### Climat
Pour des articles plus généraux, voir Climat du Centre-Val de Loire et Climat du Loiret.
En 2010, le climat de la commune est de type climat océanique dégradé des plaines du Centre et du Nord, selon une étude du CNRS s'appuyant sur une série de données couvrant la période 1971-2000. En 2020, Météo-France publie une typologie des climats de la France métropolitaine dans laquelle la commune est exposée à un climat océanique altéré et est dans la région climatique Centre et contreforts nord du Massif Central, caractérisée par un air sec en été et un bon ensoleillement.
Pour la période 1971-2000, la température annuelle moyenne est de 10,7 °C, avec une amplitude thermique annuelle de 15,5 °C. Le cumul annuel moyen de précipitations est de 711 mm, avec 11 jours de précipitations en janvier et 7,3 jours en juillet. Pour la période 1991-2020, la température moyenne annuelle observée sur la station météorologique de Météo-France la plus proche, sur la commune de Nogent-sur-Vernisson à 10 km à vol d'oiseau, est de 11,7 °C et le cumul annuel moyen de précipitations est de 738,5 mm,. Pour l'avenir, les paramètres climatiques de la commune estimés pour 2050 selon différents scénarios d'émission de gaz à effet de serre sont consultables sur un site dédié publié par Météo-France en novembre 2022.

### Milieux naturels et biodiversité

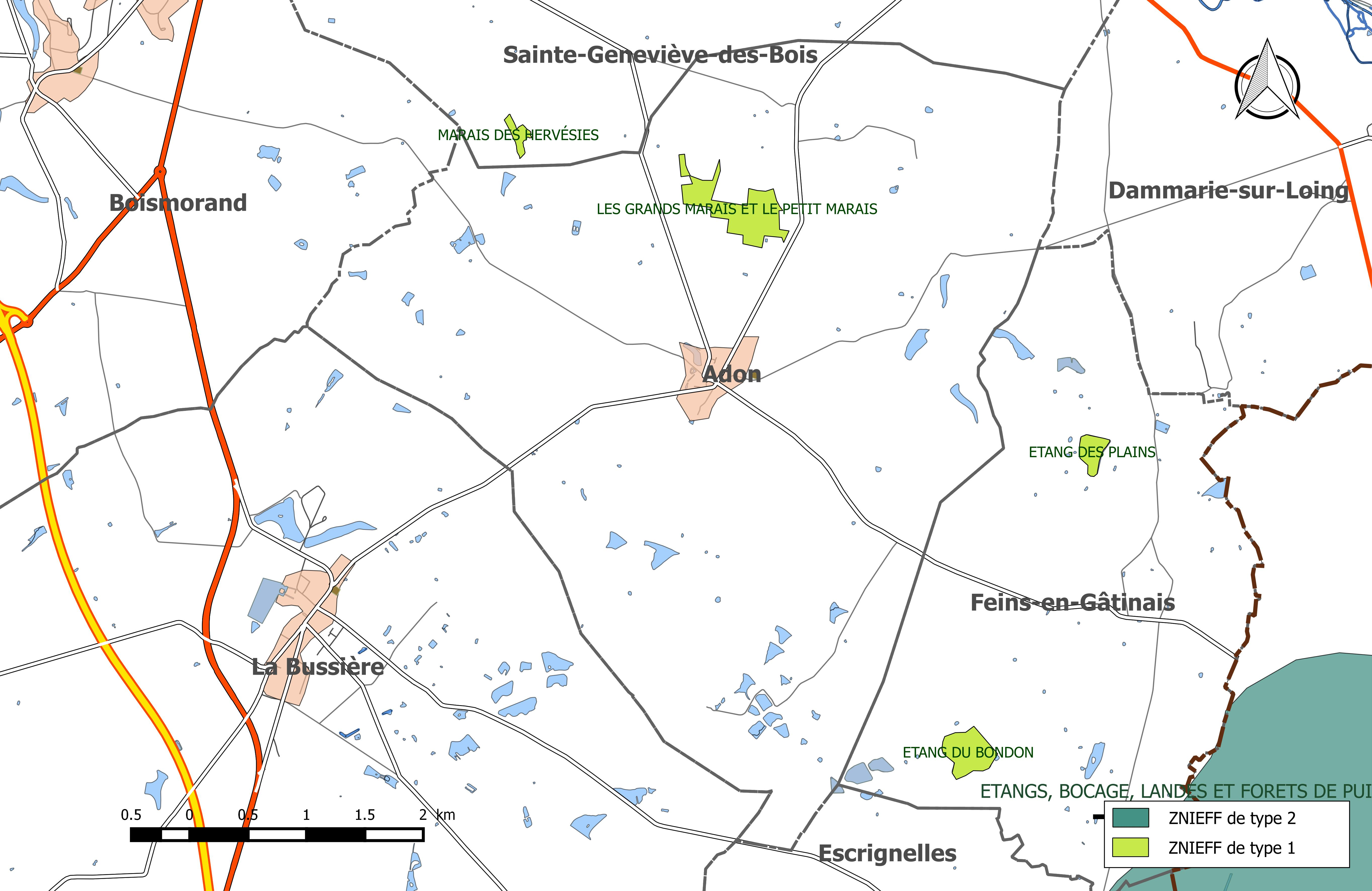
Carte des ZNIEFF de la commune d'Adon et de ses abords.

L’inventaire des zones naturelles d'intérêt écologique, faunistique et floristique (ZNIEFF) a pour objectif de réaliser une couverture des zones les plus intéressantes sur le plan écologique, essentiellement dans la perspective d’améliorer la connaissance du patrimoine naturel national et de fournir aux différents décideurs un outil d’aide à la prise en compte de l’environnement dans l’aménagement du territoire. Le territoire communal d'Adon comprend une ZNIEFF : « Les grands marais et le petit marais ». Il s'agit d'une ZNIEFF de type 1 d'une superficie de 26 hectares. Cet ensemble de milieux humides se situe entre la RD 835 et la RD 43 au nord d'Adon, près du lieu-dit "La Flinière". Son altitude varie entre 140  et   145 m. Il correspond à des affleurements marneux associés à des sources et des fossés. Les terrains sont occupés par des prairies humides calcaricoles du Molinion caeruleae, des pelouses à tendance marneuse du Mesobromion erecti, associées à des stations de bas-marais à Schoenus nigricans et à des boisements calcicoles en sol frais. Sept espèces déterminantes, dont quatre protégées, ont été observées sur le site.
Par ailleurs, il n'existe pas de site Natura 2000 sur le territoire communal d'Adon.

## Urbanisme

### Typologie
Au 1er janvier 2024, Adon est catégorisée commune rurale à habitat dispersé, selon la nouvelle grille communale de densité à sept niveaux définie par l'Insee en 2022.
Elle est située hors unité urbaine. Par ailleurs la commune fait partie de l'aire d'attraction de Gien, dont elle est une commune de la couronne,. Cette aire, qui regroupe 29 communes, est catégorisée dans les aires de moins de 50 000 habitants,.

### Occupation des sols
L'occupation des sols de la commune, telle qu'elle ressort de la base de données européenne d’occupation biophysique des sols Corine Land Cover (CLC), est marquée par l'importance des territoires agricoles (60,6 % en 2018), une proportion identique à celle de 1990 (60,6 %). La répartition détaillée en 2018 est la suivante : 
terres arables (46,8 %), forêts (38,2 %), prairies (8,3 %), zones agricoles hétérogènes (5,5 %), zones urbanisées (1,2 %).

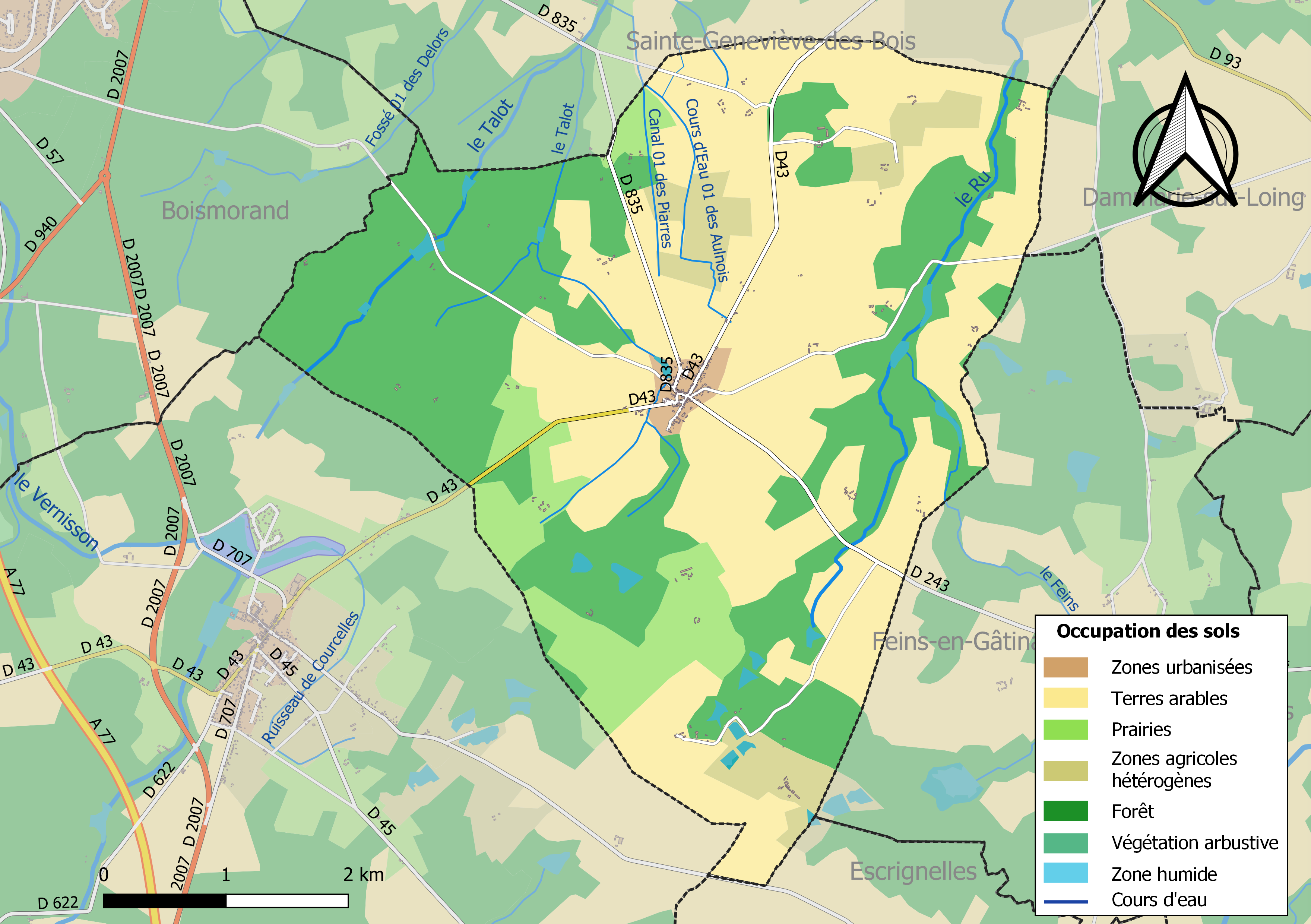
Carte des infrastructures et de l'occupation des sols en 2018 (CLC) de la commune.
Carte orthophotogrammétrique de la commune.

### Planification

#### SCoT du pays giennois
La loi SRU du 13 décembre 2000 a incité fortement les communes à se regrouper au sein d’un établissement public, pour déterminer les partis d’aménagement de l’espace au sein d’un SCoT, et ce sous peine de ne plus pouvoir ouvrir à l’urbanisation de nouveaux espaces. En effet, dans certaines conditions, en l’absence de SCoT approuvé, les zones naturelles (N) et les zones d’urbanisation future (AU) ne peuvent plus, sauf dérogation, être ouvertes à l’urbanisation. Tel est le principe posé par l’article L.122-2 du Code de l’urbanisme. En application des dispositions de l'article L.122-18 du Code de l'urbanisme, le Schéma Directeur de la Région de Gien approuvé le 16 juillet 1996 avait été maintenu avec valeur de Schéma de Cohérence Territoriale. Le Schéma regroupait les communes de Coullons, Gien, Nevoy, Poilly-lez-Gien, Saint-Brisson-sur-Loire, Saint-Gondon, Saint-Martin-sur-Ocre. En l'absence de délibération de la communauté des communes giennoises, sur son évolution à l'échéance du délai de 10 ans à compter du 13 décembre 2000, ce SCot est devenu caduc à compter du 13 décembre 2010.
En se dotant de la compétence « élaboration, gestion et suivi d’un Schéma de Cohérence Territoriale à l’échelle du Pays du Giennois » par arrêté préfectoral du 11 mars 2010, le Syndicat mixte du Pays du Giennois s'engage en faveur d’un projet global d’aménagement et de développement durable du territoire du pays du Giennois. Le schéma de cohérence territoriale du pays giennois, qui regroupe 31 communes dont Adon, a ainsi été prescrit le 4 novembre 2010. Le projet de schéma a été arrêté le 30 juin 2015 puis soumis à l'enquête en octobre 2015 et approuvé le 29 mars 2016 et est opposable depuis le 8 avril 2016,.

### Lieux-dits et écarts
Les lieux-dits suivis d'une astérisque sont situés à l'écart de la route indiquée.
A
- les Asselins*, route de Feins (D 243)

B
- la Baronnerie*, route de Dammarie (D 43)
- le Grand Beauget, route de La Bussière (D 43)
- les Bizots*, route de Châtillon (D 43)
- Brisepot*, route de Feins (D 243)

C
- la Campinerie*, route de Boismorand
- les Carmes*, route de Feins (D 243)
- les Claviers*, route de La Bussière (D 43)

F
- la Flinière, route de Nogent (D 835)

H
- les Huit-Arpents, route de Châtillon (D 43)
- la Hutterie*, route de Feins (D 243)

M
- le Manoir*, route de Châtillon (D 43)
- le Grand Manoir*, route de Châtillon (D 43)
- le Petit Manoir*, route de Châtillon (D 43)
- le Mauvais Pas, route de Châtillon (D 43)
- Mussy*, route de Feins (D 243)

N
- les Nérons*, route de Boismorand

P
- le Petit-Bois, route de Nogent (D 835)
- la Pichotière*, route de Dammarie (D 43)

R
- Rebel-Oiseau*, route de Dammarie (D 350)
- le Grand Rondeau*, route de Feins (D 243)
- le Petit Rondeau*, route de Feins (D 243)
- le Grand Rosier*, route de Dammarie (D 43)
- le Petit Rosier*, route de Dammarie (D 43)
- les Grands Roussets*, route de Châtillon (D 43)
- les Petits-Roussets*, route de Châtillon (D 43)

S
- Château Saint-Père*, route de La Bussiè*/ re (D 43)
- Sainte-Berthe* (ruines), route de Nogent (D 835)
- les Seurins*, route de Feins (D 243)

T
- la Tête*, route de Châtillon (D 43)
- Les Tennins*, route de La Bussière (D 43)
- le Grand Talot, route de Boismorand
- le Petit Talot*, route de Boismorand
- le Moulin de Talot, route de Boismorand

V
- la Varenne, route de La Bussière (D 43)
- les Verseaux*, route de Châtillon (D 43)

### Routes et transports
La route départementale 43 et le sentier de grande randonnée de pays (GRP) du Gâtinais traversent le territoire de la commune.

### Risques naturels et technologiques
La commune d'Adon est vulnérable à différents aléas naturels : climatiques (hiver exceptionnel ou canicule), mouvements de terrain ou sismique (sismicité faible). 
Elle est également exposée à un risque technologique : le risque nucléaire
. Entre 1999 et 2019, trois arrêtés ministériels ayant porté reconnaissance de catastrophe naturelle ont été pris pour le territoire de la commune  d'Adon pour des inondations et coulées de boue intervenues en 1983, 1999 et 2016.

#### Risques naturels
Le territoire de la commune peut être concerné par un risque d'effondrement de cavités souterraines non connues. Une cartographie départementale de l'inventaire des cavités souterraines et des désordres de surface a été réalisée. Il a été recensé sur la commune plusieurs effondrements de cavités.
Par ailleurs le sol du territoire communal peut faire l'objet de mouvements de terrain liés à la sécheresse. Le phénomène de retrait-gonflement des argiles est la conséquence d'un changement d'humidité des sols argileux. Les argiles sont capables de fixer l'eau disponible mais aussi de la perdre en se rétractant en cas de sécheresse. Ce phénomène peut provoquer des dégâts très importants sur les constructions (fissures, déformations des ouvertures) pouvant rendre inhabitables certains locaux. Celui-ci a particulièrement affecté le Loiret après la canicule de l'été 2003. Une grande partie du territoire de la commune est soumise à un aléa « moyen » face à ce risque, selon l'échelle définie par le Bureau de recherches géologiques et minières (BRGM).
Depuis le 22 octobre 2010, la France dispose d’un nouveau zonage sismique divisant le territoire national en cinq zones de sismicité croissante. La commune, à l’instar de l’ensemble du département,  est concernée par un risque très faible.

#### Risques technologiques
En cas d’accident grave, certaines installations nucléaires sont susceptibles de rejeter dans l’atmosphère de l’iode radioactif. La commune se situe partiellement à l'intérieur du périmètre de 20 km du Plan particulier d'intervention de la centrale nucléaire de Dampierre. À ce titre les habitants de la commune, comme tous ceux résidant dans le périmètre proche de 20 km de la centrale ont bénéficié, à titre préventif, d'une distribution de comprimés d’iode stable dont l’ingestion avant rejet radioactif permet de pallier les effets sur la thyroïde d’une exposition à de l’iode radioactif. En cas d'incident ou d'accident nucléaire, des consignes de confinement ou d'évacuation peuvent être données et les habitants peuvent être amenés à ingérer, sur ordre du préfet, les comprimés en leur possession.

## Politique et administration

### Découpage territorial

#### Commune
La paroisse d'Adon acquiert le statut de municipalité avec le décret du 12 novembre 1789 de l'Assemblée Nationale puis celui de « commune », au sens de l'administration territoriale actuelle, par le décret de la Convention nationale du 10 brumaire an II (31 octobre 1793). Il faut toutefois attendre la loi du 5 avril 1884 sur l'organisation municipale pour qu'un régime juridique uniforme soit défini pour toutes les communes de France, point de départ de l’affirmation progressive des communes face au pouvoir central.
Aucun événement de restructuration majeure du territoire, de type suppression, cession ou réception de territoire, n'a affecté la commune depuis sa création.

#### Intercommunalités
La commune est membre de la Communauté de communes du canton de Briare depuis sa création le 29 décembre 1997, une intercommunalité issue de la transformation en communauté de communes de l'ancien SIVOM du canton de Briare, créé en mai 1962. Depuis le 1er janvier 2017, la commune est membre de la communauté de communes du Berry Loire Puisaye, issue de la fusion de la communauté de communes du canton de Briare et de la communauté de communes du canton de Châtillon-sur-Loire.

#### Circonscriptions de rattachement
La loi du 22 décembre 1789 divise le pays en 83 départements découpés chacun en six à neuf districts eux-mêmes découpés en cantons regroupant des communes. Les districts, tout comme les départements, sont le siège d’une administration d’État et constituent à ce titre des circonscriptions administratives. La commune d'Adon est alors incluse dans le canton d'Ouzouer-sur-Trézée, le district de Gien et le département du Loiret.
La recherche d’un équilibre entre la volonté d’organiser une administration dont les cadres permettent l’exécution et le contrôle des lois d’une part, et la volonté d’accorder une certaine autonomie aux collectivités de base (paroisses, bourgs, villes) d’autre part, s’étale de 1789 à 1838. Les découpages territoriaux évoluent ensuite au gré des réformes visant à décentraliser ou recentraliser l'action de l'État. La régionalisation fonctionnelle des services de l'État (1945-1971) aboutit à la création de régions. L'acte I de la décentralisation de 1982-1983 constitue une étape importante en donnant l'autonomie aux collectivités territoriales, régions, départements et communes. L'acte II intervient en 2003-2006, puis l'acte III en 2012-2015.
Le tableau suivant présente les rattachements, au niveau infra-départemental, de la commune d'Adon aux différentes circonscriptions administratives et électorales ainsi que l'historique de l'évolution de leurs territoires.
| Circonscription             | Nom                | Période   | Type                         | Évolution du découpage territorial |
| --------------------------- | ------------------ | --------- | ---------------------------- | --- |
| District                    | Gien               | 1790-1795 | Administrative               | La commune est rattachée au district de Gien de 1790 à 1795,. La Constitution du 5 fructidor an III, appliquée à partir de vendémiaire an IV (1795) supprime les districts, rouages administratifs liés à la Terreur, mais maintient les cantons qui acquièrent dès lors plus d'importance. |
| Canton                      | Ouzouer sur Trezée | 1790-1801 | Administrative et électorale | Le 10 février 1790, la municipalité d'Adon est rattachée au canton d'Ouzouer sur Trezée,. Les cantons sont supprimés, en tant que découpage administratif, par une loi du 26 juin 1793, et ne conservent qu'un rôle électoral. Ils permettent l’élection des électeurs du second degré chargés de désigner les députés. Les cantons acquièrent une fonction administrative avec la disparition des districts en 1795. |
| Canton                      | Briarre            | 1801-2015 | Administrative et électorale | Sous le Consulat, un redécoupage territorial visant à réduire le nombre de justices de paix ramène le nombre de cantons dans le Loiret de 59 à 31. Adon est alors rattachée par arrêté du 9 vendémiaire an X (30 septembre 1801) au canton de Briarre, sous le nom d'Adon,. |
| Canton                      | Gien               | 2015-     | Électorale                   | La loi du 17 mai 2013 et ses décrets d'application publiés en février et mars 2014 introduisent un nouveau découpage territorial pour les élections départementales. La commune est alors rattachée au nouveau canton de Gien. Depuis cette réforme, plus aucun service de l'État n'exerce sa compétence sur un territoire s'appuyant sur le nouveau découpage cantonal. Le canton a disparu en tant que circonscription administrative de l'État ; il est désormais uniquement une circonscription électorale dédiée à l'élection d'un binôme de conseillers départementaux siégeant au conseil départemental. |
| Arrondissement              | Gien               | 1801-1926 | Administrative               | Adon est rattachée à l'arrondissement de Gien par arrêté du 9 vendémiaire an X (30 septembre 1801),. |
| Arrondissement              | Orléans            | 1926-     | Administrative               | Sous la Troisième République, en raison d'un endettement considérable et de l'effort nécessaire pour la reconstruction post-Première Guerre mondiale, la France traverse une crise financière. Pour réduire les dépenses de l’État, Raymond Poincaré fait voter plusieurs décrets-lois réformant en profondeur l’administration française : 106 arrondissements sont ainsi supprimés, dont ceux de Gien et de Pithiviers dans le Loiret par décret du 10 septembre 1926. Adon est ainsi transférée de l'arrondissement de Gien à celui d'Orléans,.                                                              |
| Circonscription législative | 3e circonscription | 2010-     | Électorale                   | Lors du découpage législatif de 1986, le nombre de circonscriptions législatives passe dans le Loiret de 4 à 5. Un nouveau redécoupage intervient en 2010 avec la loi du 23 février 2010. En attribuant un siège de député « par tranche » de 125 000 habitants, le nombre de circonscriptions par département varie désormais de 1 à 21,. Dans le Loiret, le nombre de circonscriptions passe de cinq à six. Adon, initialement rattachée à la quatrième circonscription, est, après 2010, rattachée à la troisième circonscription.                                                                           |

#### Collectivités de rattachement
La commune d'Adon est rattachée au département du Loiret et à la région Centre-Val de Loire, à la fois circonscriptions administratives de l'État et collectivités territoriales.

### Élections municipales et communautaires

#### Élections de 2020
Le conseil municipal d'Adon, commune de moins de 1 000 habitants, est élu au scrutin majoritaire plurinominal à deux tours avec candidatures isolées ou groupées et possibilité de panachage. Compte tenu de la population communale, le nombre de sièges à pourvoir lors des élections municipales de 2020 est de 11. La totalité des onze candidats en lice est élue dès le premier tour, le 15 mars 2020, avec un taux de participation de 57,41 %.

#### Liste des Maires
| Période   | Période   | Identité            | Étiquette | Qualité                       |
| --------- | --------- | ------------------- | --------- | ----------------------------- |
| 1995      | mars 2008 | Guy Separi          |           |                               |
| mars 2008 | mars 2014 | Philippe Coignet    |           | agriculteur exploitant        |
| mars 2014 | 2020      | Philippe Coignet,   |           | ancien agriculteur exploitant |
| 2020      | En cours  | Christine Parmisari | DVD       |                               |

## Équipements et services

### Gestion de l'eau

#### Eau potable
Le service public d’eau potable est une compétence obligatoire des communes depuis l’adoption de la loi du 30 décembre 2006 sur l’eau et les milieux aquatiques. Au 31 décembre 2016, la production et la distribution de l'eau potable sur le territoire communal sont assurées par le syndicat intercommunal d'alimentation en eau potable d'Adon - Bussière, un syndicat créé en 1962 desservant 2 communes : Adon et La Bussière,,.
La loi NOTRe du 7 août 2015 prévoit que le transfert des compétences « eau et assainissement » vers les communautés de communes sera obligatoire à compter du 1er janvier 2020. Le transfert d’une compétence entraîne de facto la mise  à disposition gratuite de plein droit des biens, équipements et services publics utilisés, à la date du transfert, pour l'exercice de ces compétences et la substitution de la communauté dans les droits et obligations des communes,.

#### Eaux usées
La compétence assainissement, qui recouvre obligatoirement la collecte, le transport et l’épuration des eaux usées, l’élimination des boues produites, ainsi que le contrôle des raccordements aux réseaux publics de collecte, est assurée par la commune elle-même. La commune est raccordée à une station d'épuration située sur le territoire communal mise en service le 1er janvier 1975 et dont la capacité nominale de traitement est de  270 EH, soit 45 m3/jour. Cet équipement utilise un procédé d'épuration biologique dit « à boues activées ». Son exploitation est assurée par la Lyonnaise des Eaux. Des travaux de rénovation ont été engagés en 2010 et inaugurés en 2012.

### Gestion des déchets
En 2016, la commune est membre du syndicat mixte de collecte et de traitement des ordures ménagères des cantons de Gien, Châtillon Coligny, Briare et Châtillon-sur-Loire (SMICTOM). Celui-ci assure la collecte et le traitement des ordures ménagères résiduelles en porte à porte, des emballages ménagers recyclables, des encombrants et du verre en points d’apport volontaire. Un réseau de sept déchèteries accueille les encombrants et autres déchets spécifiques (déchets verts, déchets dangereux, gravats, ferraille, cartons…). La déchèterie la plus proche est située sur la commune d'Sainte-Geneviève-des-Bois,. L'élimination et la valorisation énergétique des déchets ménagers et de ceux issus de la collecte sélective sont effectuées par le SYCTOM de Gien-Châteauneuf-sur-Loire qui comprend un centre de transfert de déchets ménagers et un centre de stockage de déchets ultimes (CSDU) de classe II à Saint-Aignan-des-Gués ainsi qu'une usine d’incinération des ordures ménagères à Gien-Arrabloy
Depuis le 1er janvier 2017, la « gestion des déchets ménagers » ne fait plus partie des compétences de la commune mais est une compétence obligatoire de la communauté de communes du Berry Loire Puisaye en application de la loi NOTRe du 7 août 2015.

## Population et société

### Démographie
Les habitants sont nommés les Adonnais.
L'évolution du nombre d'habitants est connue à travers les recensements de la population effectués dans la commune depuis 1793. Pour les communes de moins de 10 000 habitants, une enquête de recensement portant sur toute la population est réalisée tous les cinq ans, les populations de référence des années intermédiaires étant quant à elles estimées par interpolation ou extrapolation. Pour la commune, le premier recensement exhaustif entrant dans le cadre du nouveau dispositif a été réalisé en 2004.

En 2022, la commune comptait 192 habitants, en évolution de −15,79 % par rapport à 2016 (Loiret : +1,89 %, France hors Mayotte : +2,11 %).
| 1793 | 1800 | 1806 | 1821 | 1831 | 1836 | 1841 | 1846 | 1851 |
| ---- | ---- | ---- | ---- | ---- | ---- | ---- | ---- | ---- |
| 400  | 417  | 443  | 405  | 391  | 407  | 418  | 453  | 456  |

| 1856 | 1861 | 1866 | 1872 | 1876 | 1881 | 1886 | 1891 | 1896 |
| ---- | ---- | ---- | ---- | ---- | ---- | ---- | ---- | ---- |
| 477  | 456  | 535  | 525  | 520  | 480  | 541  | 541  | 523  |

| 1901 | 1906 | 1911 | 1921 | 1926 | 1931 | 1936 | 1946 | 1954 |
| ---- | ---- | ---- | ---- | ---- | ---- | ---- | ---- | ---- |
| 508  | 511  | 485  | 411  | 430  | 390  | 324  | 416  | 328  |

| 1962 | 1968 | 1975 | 1982 | 1990 | 1999 | 2004 | 2006 | 2009 |
| ---- | ---- | ---- | ---- | ---- | ---- | ---- | ---- | ---- |
| 286  | 285  | 247  | 211  | 189  | 198  | 178  | 167  | 173  |

| 2014 | 2019 | 2022 | - | - | - | - | - | - |
| ---- | ---- | ---- | - | - | - | - | - | - |
| 225  | 202  | 192  | - | - | - | - | - | - |

### Enseignement
Adon se situe dans l'Académie d'Orléans-Tours (Zone B) et dans la circonscription de Gien.
L'école élémentaire accueille les élèves de la commune.

## Économie

### Activités hors agriculture
7 établissements sont implantés  à Adon au 31 décembre 2020.
Le secteur du commerce de gros et de détail, des transports, de l'hébergement et de la restauration est prépondérant sur la commune puisqu'il représente 42,9 % du nombre total d'établissements de la commune (3 sur les 7 entreprises implantées  à Adon), contre 30,3 % au niveau départemental.

### Agriculture
La commune est dans la Puisaye, une petite région agricole au sud-est du département du Loiret. En 2020, l'orientation technico-économique de l'agriculture  sur la commune est la culture de céréales et/ou d'oléoprotéagineuses.
|               | 1988  | 2000  | 2010  | 2020 |
| ------------- | ----- | ----- | ----- | ---- |
| Exploitations | 13    | 13    | 9     | 4    |
| SAU (ha)      | 2 699 | 2 792 | 2 764 | 530  |

Le nombre d'exploitations agricoles en activité et ayant leur siège dans la commune est passé de 13 lors du recensement agricole de 1988  à 13 en 2000 puis à 9 en 2010 et enfin à 4 en 2020, soit une baisse de 69 % en 32 ans. Le même mouvement est observé à l'échelle du département qui a perdu pendant cette période 67 % de ses exploitations,. La surface agricole utilisée sur la commune a également diminué, passant de 2 699 ha en 1988 à 530 ha en 2020. Parallèlement la surface agricole utilisée moyenne par exploitation a baissé, passant de 208 à 133 ha.
Quatre exploitations agricoles ayant leur siège dans la commune sont dénombrées lors du recensement agricole de 2020 (13 en 1988). La superficie agricole utilisée est de 530 ha,,.

## Culture locale et patrimoine

### Lieux et monuments
- Le château d'Adon ;
- Le château de Mussy ;

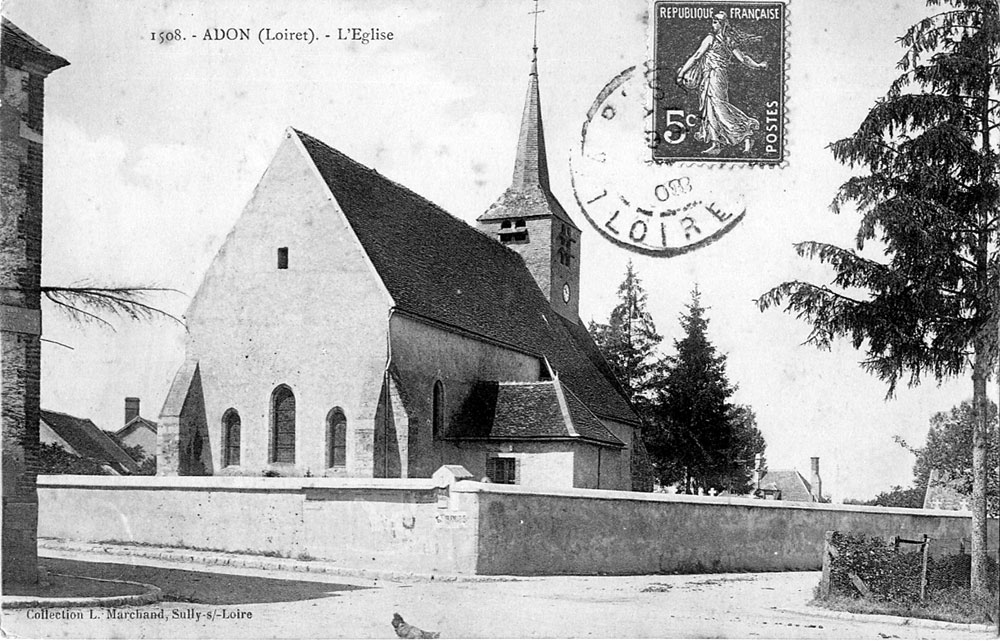
L'église Saint-Pierre.

- L'église Saint-Pierre datant du XIVe siècle, rénovée en 1860 ;
- Le château de Saint-Père ;
- L'ancienne chapelle Sainte-Berthe.

### Personnalités liées à la commune
- Camille Mermod (1878-1967), politicien français, a été propriétaire du château d'Adon entre 1937 et 1947.
- Edme Rameau de Saint-Père (1820-1899), historien, sociologue et journaliste français.

### Héraldique
| Blason d'Adon | Les armes d’Adon se blasonnent ainsi : Tranché : au premier d'azur au buste de reine couronné d'or, au second d'or aux trois cors contournés d'azur ordonnés en orle. |